# Acacia seclusa
Acacia seclusa é uma espécie de leguminosa do gênero Acacia, pertencente à família Fabaceae.